# Sukhothai (tỉnh)
Sukhothai (tiếng Thái: สุโขทัย, phiên âm: Xu-kho-thai) là một tỉnh (changwat) miền Bắc của Thái Lan. Tỉnh này giáp giới các tỉnh (từ phía Bắc theo chiều kim đồng hồ) là: Phrae, Uttaradit, Phitsanulok, Kamphaeng Phet, Tak và Lampang.

## Các đơn vị hành chính địa phương
Tỉnh này có 9 huyện (Amphoe). Các huyện được chia ra 86 xã (tambon) và 782 làng (muban).
| 1. Mueang Sukhothai 2. Ban Dan Lan Hoi 3. Khiri Mat 4. Kong Krailat 5. Si Satchanalai | 1. Si Samrong 2. Sawankhalok 3. Si Nakhon 4. Thung Saliam |